# Ласад Нуиуи
Ласад Нуиуи (8. март 1986) бивши је туниски фудбалер.

## Каријера
Током каријере играо је за Депортиво ла Коруњу, Селтик и многе друге клубове.

## Репрезентација
За репрезентацију Туниса дебитовао је 2009. године. За национални тим одиграо је 2 утакмице.

## Статистика
| Тунис  | Тунис | Тунис |
| Год.   | Ута.  | Гол.  |
| ------ | ----- | ----- |
| 2009   | 2     | 0     |
| Укупно | 2     | 0     |